# Neogradense flórajárás
A Neogradense flórajárás az Északi-középhegységet felölelő Matricum flóravidék északnyugati részének a Felvidékre is átnyúló flórajárása. Nevét Nógrád vármegyéről kapta, ezért magyarul nógrádi flórajárásnak nevezik, és szórványosan Nogradense flórajárásnak is írják. Magyarországi területét három tájegységre osztjuk:
- Börzsöny (legnagyobb része),
- Cserhát,
- Gödöllői-dombság.

A flórajárás délnyugati határa a közép-dunai flóraválasztó vonal – ez a Dunakanyarban húzódik a Börzsöny déli peremvidékén, és nagyjából a januári −2 °C-os izotermának felel meg.

## Földtana, természetföldrajza
A Börzsöny miocén korú vulkáni hegyvidékeink közé tartozik; a rétegvulkánokat zömmel andezit és annak piroklasztikumai építik föl. Legmagasabb pontja, a Csóványos 800 m fölé magasodik.
A Cserhát nagyobbik része fiatal üledékes kőzetekből (törmelékes üledékek, lajtamészkő, lösz) álló dombság, tengerszint feletti magassága csupán a keleti gerincen emelkedik 500 méter fölé. Legmagasabb csúcsa, a Purga 575 m) magas. Az egykor itt (a Börzsöny és a Mátra között) működött andezitvulkánok felépítményei a hegység nyugati részén lepusztultak; csak az üledékekbe ágyazott szubvulkáni testek (szillek, neckek stb.) maradtak ránk. A hegység keleti részén, amely sokáig árkos süllyedék volt, a vulkáni képződmények egy részét fiatalabb, sekélytengeri üledékek fedik. Mivel az andezit környező üledékes kőzeteknél lényegesen állékonyabb, a dombok, hegyek gerincein, csúcsain gyakorta vulkanikus kőzeteket találunk.
Hasonlóan fiatal üledékek (törmelékes üledékek, lösz) építik fel a Gödöllői-dombságot is, de erről a dombvidékről a vulkáni eredetű képződmények teljesen hiányoznak. A Gödöllői-dombság átlagos tengerszint feletti magassága mindössze 200–250 m, de a könnyen málló üledékekkel (lösszel, illetve homokkal) borított felszín erősen tagolt; a domboldalak olyan meredekek, mint a hegyvidékeken szokás. A dombok között, illetve a dombság peremén kevésbé tagolt, az alföldi tájakba folyamatosan átmenő medencék alakultak ki.

## Növényzete
A Börzsöny andezitvonulatai erős kárpáti hatást tükröznek, a Cserháton és Gödöllői-dombságon viszont a kontinentális jelleg erősödik fel. Növényföldrajzilag megkülönböztetjük az egyértelműen hegyvidéki (montán) Magas-Börzsönyt az inkább dombos Déli-Börzsönytől. A nagymarosi Ördöghegy már a visegrádi flórajáráshoz tartozik, miként a Naszály csoportja és a Hegyes-tetőtől közvetlenül délre emelkedő Szentmihály-hegy is.
A hegység legmagasabb részein (Csóványos) még találunk montán bükkösöket és kárpáti jellegű növényritkaságokat:
- bodzalevelű macskagyökér (Valeriana sambucifolia),
- havasi varázslófű (Circaea alpina),
- vöröslő nádtippan (Calamagrostis purpurescens) stb.,

a hegység (és a Cserhát) igazán gyakori növénytársulásai azonban:
- szubmontán bükkös (Melittio-Fagetum),
- mészkerülő bükkös (Deschampsio-Fagetum),
- gyertyános-tölgyes,
- cseres-tölgyes.

A Börzsöny és a Cserhát növényzete is meglehetősen hasonlít a Mátráéra és a Zempléni-hegységére; a Gödöllői-dombságé ezeknél erőteljesebben kontinentális jellegű.
A Gödöllői-dombság löszhátainak egykori, jellegzetes erdőtársulásai:
- száraz tölgyes-hárserdő (Dictamno-Tilietum),
- gyertyánelegyes mezei juharos tölgyes (Aceri campestris-Quercetum roboris),
- löszpusztai tatár juharos tölgyes.

Ezeket ma a végleges kipusztulás fenyegeti.

### Börzsöny
A Dél-Börzsönyt, főleg a Hegyestető csoportját a meleget jobban kedvelő fafajokból álló erdők borítják. Gyakoribb fajok:
- molyhos tölgy (Quercus pubescens),
- virágos kőris (Fraxinus orus),
- kocsánytalan tölgy (Quercus petraea),
- csertölgy (Quercus cerris).

A kevésbé napsütötte völgyekben gyakori a gyertyán (Carpinus betulus).
Kemence és Perőcsény térségének jellegzetes társulásai a sajmeggyesek és az andezit karsztbokorerdők. A Dunára néző, meredek lejtőkön a karsztbokorerdők sziklagyepekkel váltakoznak, a mészkerülő fajok a mész- és dolomitlakó fajokkal keverednek. A Dél-Börzsöny 300 m-nél alacsonyabb szintjein az erdő nagyon megcsappant: csaknem mindenütt kiirtották, kultúrterülettel váltották fel.
A Magas-Börzsönyben az erdők zártabbak, irtás és kultúrterület alig akad. Az erdőkben többségbe kerülnek a kevesebb hőt és fényt, de több nedvességet igénylő fafajok. A déli lejtőkön elmarad a molyhos tölgy, aminek szerepét a csertölgy és a kocsánytalan tölgy veszi át.
Nemcsak a déli és az északi lejtők növényzete más, de az alacsonyabb és a magasabb részek növényzete is erőteljesen különbözik. A  bükkösök zárt tömegben a déli lejtőkön kb. 450–500 m-en, az északikon 250 m-en lépnek fel. A bükkösök fölött a szárazságot jobban tűrő magas kőris a hárssal és a hegyi juharral keveredik. Az erős napsütés és a száraz szelek miatt fenyves öv nincs. A zárt erdők aljnövényzete szegényes, mert a zárt lombkoronaszint kiszűri a fény nagy többségét. Lágyszárú növények főleg az erdők szélén és az utak mentén nőnek.
A hegyi rétek ritkák és kicsik; leginkább a patakok partján fordulnak elő.

### Cserhát
A hegység egységes növényföldrajzi leírása még nem készült el; csak pontszerű, bár egyes pontokon igen részletes felvételek jelentek meg.
Számos, atlanti-mediterrán és mediterrán-szubmediterrán növény a Cserhát déli lankáin éri el elterjedési területének északnyugati határát. Ilyen, jellegzetes lásgyszárúak:
- ezüstaszott (Paronychia cephalotes) – a Naszályon él,
- magyar gurgolya (Seseli leucospermum) – fokozottan védett, bennszülött faj,

Más, az Alföldön megszokott, kontinentális vagy pontusi-mediterrán növényeink elterjedési területének északnyugati határa húzódik a Cserhát déli lejtőin. Ilyen fajok:
- szirti gyöngyvessző (Spirea media),
- Waldstein-pimpó (Waldsteinia geoides).

#### Erdőtársulások
Az emberi beavatkozás előtt hegység zonális növénytársulása valószínűleg a
- középhegységi cseres-tölgyes (Quercetum petraeae-cerris) és a
- hegyvidéki gyertyános-tölgyes ((Carici pilosae-Carpinetum)) lehetett.

A déli lejtőkön és a Gödöllői-dombságon az alapkőzet miatt
- tatár juharos lösztölgyes, (Aceri tatarici-Quercetum roboris) nőhetett. Ennek jellemző fajai:
  - tatár juhar (Acer tataricum)
  - csepleszmeggy (Prunus fruticosa).

Az erdőszéleken nő:
- - hengeres peremizs (Inula germanica)
  - bugás macskamenta (Nepeta pannonica)
  - macskahere (Phlomis tuberosa)
  - bársonyos tüdőfű (Pulmonaria mollis)

A meleg déli lejtők másik jellegzetes erdőtársulása a melegkedvelő tölgyes (Corno-Quercetum pubescentis). Jellemző, domináns, illetve gyakori fajai:
- - molyhos tölgy (Quercus pubescens),
  - barkócaberkenye (Sorbus torminalis),
  - mezei szil (Ulmus campestris),
  - ostorménfa (Viburnum lantana),
  - kétlevelű sarkvirág (Platanthera bifolia),
  - tavaszi hérics (Adonis vernalis).
  - pukkanó dudafürt (Colutea arborescens),
  - húsos som (Cornus mas),
  - csíkos kecskerágó (Euonymus europaeus).
  - erdei szellőrózsa (Anemone sylvestris)
  - olasz harangvirág (Campanula bononiensis)

Az erdőszéleken él:
- - nagyezerjófű (Dictamnus albus),
  - kőmagvú gyöngyköles (Buglossoides purpureo-coeruleum),
  - sarlós gamandor (Teucrium chamaedrys).

Az ültetett, erdészetileg művel erdőkben is megmaradt az eredezi növénytársulások aljnövényzetének hírmondója:
- - magas csukóka (Scutellaria altissima),
  - ujjas sás (Carex digitata),
  - gérbics (Limodorum abortivum).

Az erdők jó részének kitermelése után főleg a délnek néző oldalakat szőlővel ültették be; a virágzó borászatnak a filoxérajárvány vetett véget. A felhagyott szőlők helyén különböző gyeptársulások alakultak ki, és ezeket a legeltetés stabilizálta. A nem használt gyepek szukcessziója különféle cserjetársulásokat eredményezett. A felhagyott szőlődombokat többhelyütt a zonális növénytársulásból teljesen hiányzó akáccal vagy feketefenyővel erdősítették újra. Másutt olyan, ritka pionír növények tűntek fel, mint:
- - magyar bogáncs (Carduus collinus) – endemikus faj,
  - kései pitypang (Taraxacum serotinum),
  - magvasodró (Crupina vulgaris)

#### Gyeptársulások
(a teljesség igénye nélkül)
Évszázadokkal ezelőtt a Cserhátban a kiterjedt erdők mellett
- löszpusztarétek (Salvio-Festucetum rupicolae) lehettek. Ezeket az erőteljes mezőgazdasági nyomás az útpadkákra és határmezsgyékre szorította vissza. Ilyen helyeken maradtak fönn egyes értékes, bennszülött fajok:
  - tátorján (Crambe tataria),
  - Janka-tarsóka (Thlaspi jankae).

- Magyar aszatos szálkaperjegyepek (Cirsio pannonici-Brachypodion pinnati), más néven: szubkontinentális-pannon félszáraz

gyepek:
- - pacsirtafüves szálkaperjerét (Polygalo majori-Brachypodietum pinnati) olyan, kevésbé száraz részeken, ahol vastagabb a talaj. Fontosabb fajai:
    - tollas szálkaperje (Brachypodium pinnatum)
    - pusztai csenkesz (Festuca rupicola)
    - vékony csenkesz (Festuca valesiaca),
    - francia perje (Arrhenatherum elatius),
    - hegyi sás (Carex montana).
    - deres tarackbúza (Agropyron intermedium),
    - fenyérfű (Andropogon ischaemum),
    - fogtekercs (Danthonia alpina),
    - nagy pacsirtafű (Polygala major),
    - nagy ezerjófű (Dictamnus albus),
    - tavaszi hérics (Adonis vernalis).
    - leánykökörcsin (Pulsatilla grandis),
    - magyar szegfű (Dianthus pontederae),
    - apácavirág (Nonea pulla)

- - hegyi szálkaperjerét (Lino tenuifolio-Brachypodietum pinnati) vékonyabb, szárazabb, kőzettörmelékes talajon. Fontosabb fajai:
    - tollas szálkaperje (Brachypodium pinnatum)
    - pusztai csenkesz (Festuca rupicola)
    - bérci here (Trifolium alpestre),
    - pirosló here (Trifolium rubens)
    - erdei here (Trifolium medium)
    - fehér zanót (Cytisus albus),
    - buglyos zanót (Cytisus austriacus),
    - selymes dárdahere (Dorycnium germanicum),
    - piros gólyaorr (Geranium sanguineum)
    - hegyi gamandor (Teucrium montanum)
    - sarlós gamandor (Teucrium chamaedrys)
    - kardos, peremizs (Inula ensifolia)
    - borzas peremizs (Inula hirta)
    - fűzlevelű peremizs (Inula salicina)
    - kunkorgó árvalányhaj (Stipa capillata),
    - pusztai árvalányhaj (Stipa pennata),
    - szürke gurgolya (Seseli osseum)
    - ágas homokliliom (Anthericum racemosum),
    - közönséges napvirág (Helianthemum ovatum),
    - szikár habszegfű (Silene otites)
    - budai imola (Centaurea sadleriana) – védett,
    - csillagőszirózsa (Aster amellus) – védett,
    - aranyfürt (Aster linosyris)
    - borzas len, (Linum hirsutum),
    - árlevelű len (Linum tenuifolium),
    - sárga len (Linum flavum).

- - leromlott szárazgyep. Gyepalkotó pázsitfűfajai:
    - pusztai csenkesz (Festuca rupicola),
    - fenyérfű (Botriochloa ischaemum),
    - csillagpázsit (Cynodon dactylon).

Zavart termőhelyeket kedvelő fajok:
- -     - magas kígyószisz (Echium italicum)
    - magyar zsálya (Salvia aethiops),
    - vadpórsáfrány (Carthamus lanatus),
    - kecskebúza (Aegilops cylindrica).

#### Cserjetársulások
(a teljesség igénye nélkül)
- Kontinentális sztyeppcserjések (Prunion spinosae) csoportja:
  - csepleszmeggyes (Prunetum fruticosae) törmelékes, sekély talajon. Fontosabb fajai:
    - csepleszmeggy (Cerasus fruticosa),
    - parlagi rózsa (Rosa gallica).

- Szubmediterrán cserjések (Berberidion):
  - galagonya-kökény cserjés (Pruno spinosae-Crataegum). Fontosabb fajai:
    - kökény (Prunus spinosa),
    - egybibés galagonya (Crataegus monogyna),
    - gyepűrózsa (Rosa canina).

- - fagyal-kökény sövény (Ligustro-Prunetum). Fontosabb fajai:
    - fagyal (Ligustrum vulgare),
    - veresgyűrű som (Cornus sanguinea)

#### Nádas társulás
A patakpartok jellemző növényzete. A vízpartok ellegzetes fajai:
- - nád (Phragmites australis),
  - bodnározó gyékény (Typha latifolia),
  - ágas békabuzogány (Sparganium erectum).

A vízben:
- - virágkáka (Butomus umbellatus),
  - vízi hídőr (Alisma plantago-aquatica).

A hajdani mocsárrétek és láprétek reliktum faja:
- - gyepes sédbúza (Deschampsia cespitosa).

#### Gyomtársulások
Számos idegenhonos özönnövény terjed veszélyes mértékben. Ilyenek például a patakok mellett fellépő, aranysárga virágú:
- kanadai aranyvessző (Solidago canadensis),
- magas aranyvessző (Solidago gigantea).

A homoki gyepek nagy ellensége a selyemkóró (Asclepias syriaca).
Száraz és nedves termőhelyeken, tarvágások helyén, felhagyott szőlőkben és gyümölcsösökben egyaránt nagy gondot okoz a siskanád (Calamagrostis epigeios), ami igen sűrű gyepet képezve degradálja az eredeti lágyszárú közösségeket, megakasztja a szukcesszió normális menetét. A sokvirágú napraforgó (Helianthus decapetalus) nem ennyire agresszív, de terjed. Ritkább gyomfajok:
- hajszálágú köles (Panicum capillare)
- cseplesz tátika (Kickxia elatine),
- sarlóboglárka (Ceratocephalus testiculatus),
- villás habszegfű (Silene dichotoma),
- mezei fejvirág (Cephalaria transsylvanica),
- lángszínű hérics (Adonis flammea).

### Gödöllői-dombság
A régóta, erősen átalakított táj többségét erdő borítja, ezek azonban többnyire telepített, elegytelen monokultúrák (akác, fenyők, csertölgy). A természetes erdők maradványai a dombság központi részein lelhetők fel, a homok- és löszpusztagyepek kis foltjai pedig elszórva a peremeken . A vízfolyások mentén helyenként láprétek, mocsárrétek, láperdők és ligeterdők települnek. A különböző erdőtársulások sűrűn, mozaikosan váltják egymást, és ezt a különböző rét- és gyeptársulások teszik még változatosabbá.

#### Növénytársulások
A Gödöllői-dombság jelentősebb (nagyobb területet borító vagy növényföldrajzilag értékesebb) növénytársulásai:
1. Erdőtársulások:
- bokorfüzes (Salicetum triandrae)
- fűz-nyár ligeterdő (Salicetum albae-fragilis)
- gyertyános égerliget (Aegopodio-Alnetum)
- égeres mocsárerdő (Carici acutiformis-Alnetum)
- gyertyánelegyes mezei juharos-tölgyes (Aceri campestri-Quercetum petreae-roboris)
- gyertyános-kocsányos tölgyes (Querco robori-Carpinetum)
- gyertyános-kocsánytalan tölgyes (Querco petraeae-Carpinetum)
- gyöngyvirágos tölgyes (Convallario-Quercetum roboris)
- homoki tölgyes (Festuco rupicolae-Quercetum roboris)
- kislevelű hársas-tölgyes (Dictamno-Tilietum cordatae)
- melegkedvelő tölgyes (Corno-Quercetum pubescentis-petraeae)

2. Gyeptársulások:
- ártéri mocsárrét (Alopecuretum pratensis)
- évelő homokpusztagyep (Festucetum vaginatae)
- homokpusztarét (Astragalo-Festucetum rupicolae)
- homoki legelő (Potentillo arenariae-Festucetum pseudovinae)
- löszpusztarét (Salvio-Festucetum rupicolae)
- magassásos (Caricetum acutiformis-ripariae)
- meszes talajú láprét (Succiso-Molinietum)
- nádas (Scirpo-Phragmitetum)
- patakmenti magaskórós (Angelico-Cirsetum oleracei)
- szubmediterrán lejtősztyepp (Cleistogeno-Festucetum rupicolae)

#### Növények
A táj virágos növényei közül ritkaságuk vagy flóratörténeti értékük miatt az alábbiakat tekintik fontosabbnak:
- bíboros kosbor (Orchis purpurea)
- fehér zászpa (Veratrum album)
- fekete kökörcsin (Pulsatilla pratensis ssp. nigricans)
- hamvas éger (Alnus incana)
- homoki gémorr (Erodium neilreichii)
- homoki kikerics (Colchicum arenarium)
- Janka-tarsóka (Thlaspi jankae)
- kései szegfű (Dianthus serotinus)
- leánykökörcsin (Pulsatilla grandis)
- magyar bogáncs (Carduus collinus)
- piros kígyószisz (Echium russicum)
- piros madársisak (Cephalanthera rubra)
- sárga len (Linum flavum)
- Szent László-tárnics (Gentiana cruciata)

További virágos növények:
- Az erdők aljnövényzetében:

- - erdei galambvirág (Isopyrum thalictroides)
  - odvas keltike (Corydalis cava),
  - bársonyos kakukkszegfű (Lychnis coronaria),
  - fehér madársisak (Cephalanthera damasonium),
  - tarka nőszirom (Iris variegata),
  - baracklevelű harangvirág (Campanula persicifolia),
  - nagyvirágú méhfű (Melittis carpatica),
  - erdei gyöngyköles (Lithospermum purpureo-coeruleum),
  - nagyezerjófű (Dictamnus albus).

- A domboldalak száraz gyepeiben:

- - koloncos legyezőfű (Filipendula vulgaris),
  - tejoltó galaj (Galium verum),
  - borzas len (Linum hirsutum),
  - sömörös kosbor (Orchis ustulata),
  - magyar kutyatej (Euphorbia pannonica),
  - magyar szegfű (Dianthus pontederae),
  - mezei zsálya (Salvia pratensis),
  - ligeti zsálya (Salvia nemorosa),
  - ágas homokliliom (Anthericum ramosum),
  - budai imola (Centaurea sadleriana).

A láprét és mocsárrét foltokon:
- - szúnyoglábú bibircsvirág (Gymnadenia conopsea),
  - halvány harangvirág (Campanula cervicaria),
  - réti legyezőfű (Filipendula ulmaria)